# Hjärtfrekvensvariabilitet

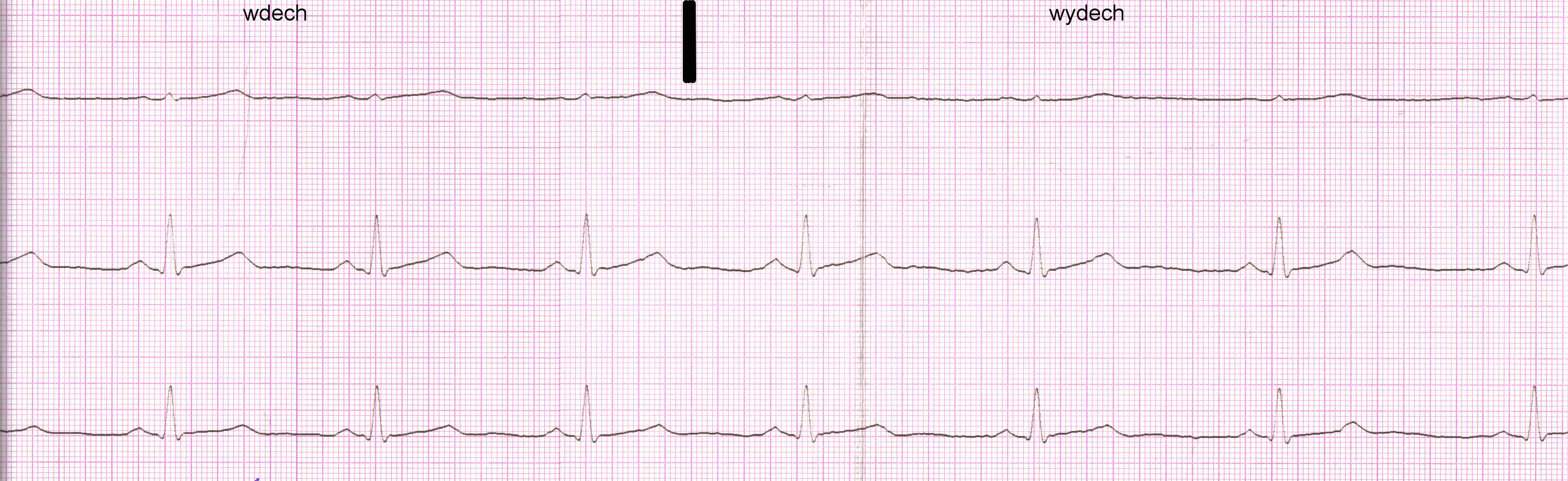
EKG hos en frisk, ung man med normal frekvensvariabilitet. Grafen är förhållandevis jämn, men studeras kurvorna noggrant så kan man se att hjärtslagen inte är helt identiska vad gäller hastighet, tryck och längd.

Hjärtfrekvensvariabilitet eller HRV (från engelskans heart rate variability) är ett mått inom kardiologin för att mäta hur mycket tidsintervallet mellan två efterföljande hjärtslag (RR-intervall) skiljer sig åt. Dessa är aldrig exakt identiska, utan skiljer sig åt något. Det är alltså normalt att hjärtats frekvens varierar, till skillnad från arytmier där variationen mellan pulsslagen är uppenbart avvikande och är ett patologiskt tillstånd. 
Frekvensvariabiliteten påverkas av personens allmäntillstånd, och regleras fysiologiskt av autonoma nervsystemet. En vältränad persons hjärta har stor frekvensvariabilitet i vila, medan den sjunker under ansträngning. En arbetspuls har därför ofta mindre variabiltiet än en vilopuls. Unga personer har ofta stor frekvensvariabilitet vilket kallas sinusarytmi. Personer som är stressade, äldre och sjuka har mindre frekvensvariabilitet i vila.
Vid misstanke om att autonoma nervsystemet inte fungerar tillfredsställande, brukar man studera hjärtats frekvensvariabilitet med EKG. Hjärtslagens variation kommer att visa på ett överaktivt sympatiskt nervsystem eller ett dysfunktionellt parasympatiskt nervsystem, och därmed vara ett tecken på hur väl någon kan anpassa sig till stress. EKG hos en person med höggradigt aktiverat sympatiskt nervsystem kommer att visa lägre frekvensvariabilitet. En människas frekvensvariabilitet är normalt sett störst, om man jämför mellan in- och utandning.
Arytmier kan sägas utgöras av alltför stor frekvensvariabilitet, men även motsatsen, ovanligt jämn puls, är ett patologiskt tecken som antyder en ökad risk att dö i hjärt- och kärlsjukdomar.